# Ланд, Зои
Зои Тамерлис Ланд (англ. Zoë Tamerlis Lund, 9 февраля 1962, Нью-Йорк — 16 апреля 1999, Париж) — американская актриса, сценарист, режиссёр.

## Биография
Зои Ланд родилась в Нью-Йорке, в семье шведки (скульптора Барбары Лекберг) и румына (букиниста Виктора Тамерлиса). В 18 лет получила первую роль в фильме Абеля Феррары «Мисс сорок пятый калибр».
По её сценарию был поставлен фильм того же Феррары «Плохой лейтенант» (1992). В конце 1980-х Зои практически оставила актёрскую и модельную деятельность. В то время её более всего привлекало ремесло писателя и сценариста.
Скончалась от сердечной недостаточности, вызванной пристрастием Ланд к кокаину, которым она заменила героин после переезда в Париж в 1997 году.

## Фильмография
| Год  |     | Русское название        | Оригинальное название | Роль                            |
| ---- | --- | ----------------------- | --------------------- | ------------------------------- |
| 1981 | ф   | Мисс сорок пятый калибр | Ms .45                | Тана                            |
| 1984 | ф   | Спецэффекты             | Special Effects       | Андреа Уилкокс / Элейн Берштейн |
| 1985 | с   | Полиция Майами          | Miami Vice            | Миранда                         |
| 1988 | с   | Оранжерея               | Hothouse              | Чики                            |
| 1989 | ф   | Утончённые мертвецы     | Exquisite Corpses     | Белинда Мелони                  |
| 1989 | кор | Гость                   | The Houseguest        | Марла                           |
| 1992 | ф   | Плохой лейтенант        | Bad Lieutenant        | сценарист, актриса (Зои)        |
| 1993 | кор | Hot Ticket              | Hot Ticket            | режиссёр, сценарист, актриса    |
| 1994 | ф   | Пистолет в руке         | Hand Gun              | Зельда                          |
| 1997 | ф   | Сказочная страна        | Dreamland             | Каролина                        |